# Passeig de Fabra i Puig
El Passeig de Fabra i Puig és un carrer de Barcelona, antigament Rambla de Santa Eulàlia, que es troba als districtes d'Horta-Guinardó, Nou Barris i Sant Andreu. Té aproximadament tres quilòmetres de llargada i fou inaugurat el 1918 dedicat a Ferran Fabra i Puig (Barcelona 1866 - 1944), segon marquès d'Alella, enginyer industrial i polític, fou alcalde de la ciutat durant dos anys. També fou dedicat a Romà Fabra i Puig, primer marquès del Masnou, germà de l'anterior. Gerents de la companyia tèxtil Compañía Anónima Hilaturas de Fabra y Coats.

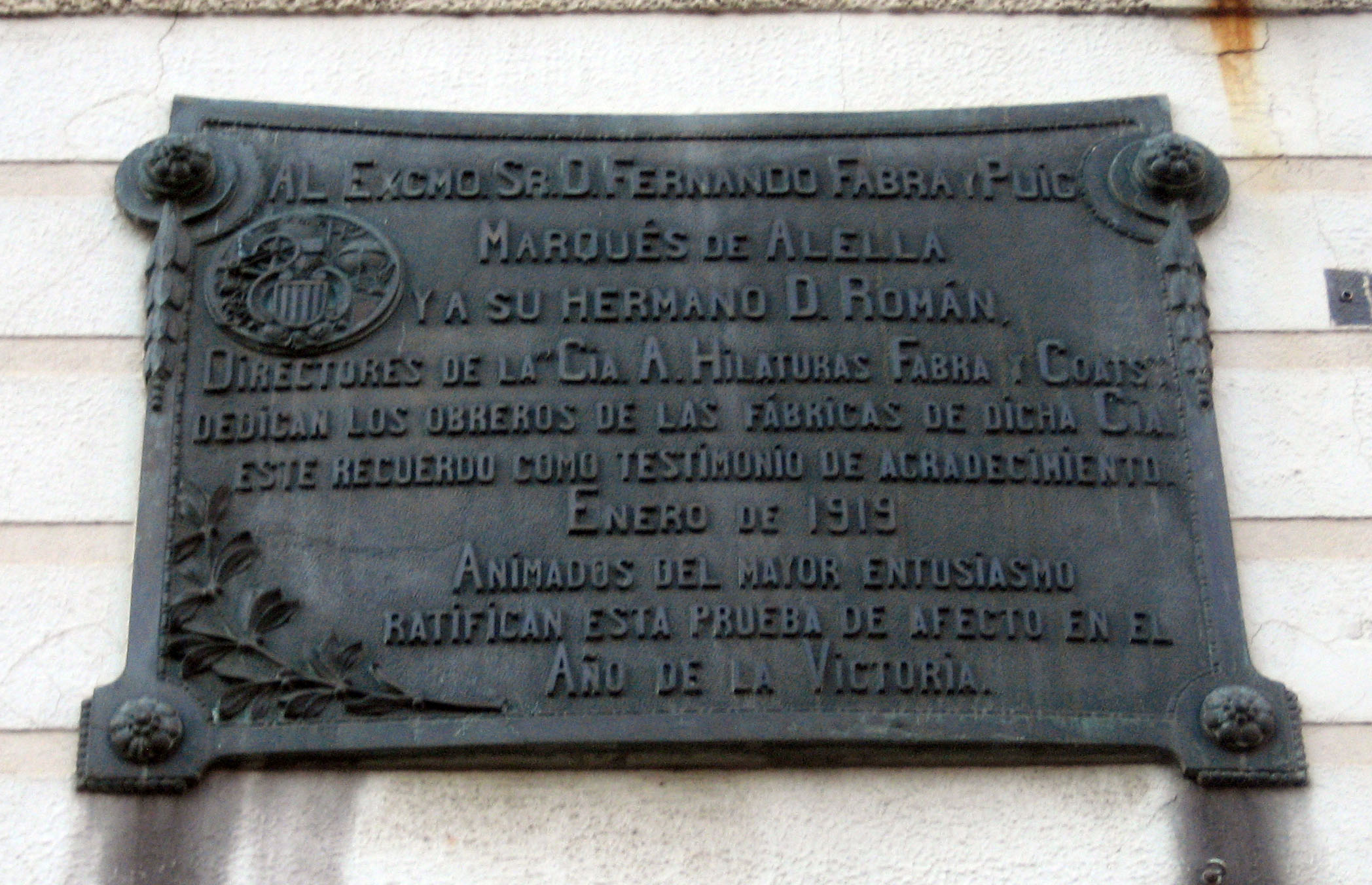
Placa al germans Fabra i Puig, a la cruïlla amb el carrer Gran de Sant Andreu.

L'obertura del passeig fou dedicada, mitjançant una placa commemorativa, pels obrers de les fàbriques de la companyia en penyora d'agraïment. A Sant Andreu, a partir del carrer de Concepción Arenal, continua com a Rambla de Fabra i Puig, i més endavant, a partir del carrer Gran de Sant Andreu com a Rambla de l'Onze de Setembre.